# If You Can Afford Me
If You Can Afford Me è un brano musicale di Katy Perry incluso nell'album di debutto della cantante, pubblicato come singolo promozionale nel 2009 per il solo mercato neozelandese. Il brano è stato scritto da Katy Perry, Dave Katz e Sam Hollander e prodotto da S*A*M e Sluggo. Si riferisce con scherzosa ironia a un ex fidanzato.

## Accoglienza
La canzone ha ricevuto critiche miste. Sal Cinquemani, critico per la rivista Slant Magazine, ha comparato If You Can Afford Me a Material Girl di Madonna, scrivendo che "si nota l'ironia tra le strofe "I don't need your dollar bills/I just want something real" ("Non ho bisogno dei tuoi soldi/Voglio solo qualcosa che sia reale"), ma è lì che si limita la somiglianza con la canzone di Madonna." Neil McCormick di Telegraph.co.uk l'ha definita "puro melodramma, quasi uno scarno seguito di High School Musical."

## Successo commerciale
Il singolo è entrato alla posizione numero 40 nella classifica neozelandese il 21 settembre 2009 ed è salito alla 28, il suo picco, la settimana successiva, per poi riscendere alla 40 e scomparire dalla classifica.

## Classifiche
| Classifica (2009) | Posizione massima |
| ----------------- | ----------------- |
| Nuova Zelanda     | 28                |